# Дехель
Дехе́ль (Дохуль) — невеликий острів в Червоному морі в архіпелазі Дахлак, належить Еритреї, адміністративно належить до району Дахлак регіону Семіен-Кей-Бахрі.

## Географія
Розташований за 31 км на північний захід від мису Рас-Дофуевр на острові Дахлак. Має компактну, видовжену зі сходу на захід, форму. Довжина 4,7 км, з півостровом 6,5 км, ширина до 3 км. Острів облямований піщаними мілинами та кораловими рифами. Місцями вкритий чагарниками. На острові встановлено радіомаяк.